# Zoran Živković (biciklista)
Zoran Živković (rođen 29. avgusta 1967. u Kragujevcu) je bivši profesionalni biciklista i reprezentativac Srbije. U svojoj karijeri je odvezao 12 Trka Kroz Srbiju,5 Trka kroz Jugoslaviju kao i Putevima kralja Nikole u Italiji, mnoge MTB i drumske svetske kupove, postao četvorostruki državni prvak u disciplini Cyclocross, a sada je trener kluba Cyclemania Kragujevac. Po profesiji je viši sportski trener. Neke od njegovih značajnijih trka takođe su:
1. Kosmajski Partizani 1985.
2. Trka oko Istre 1985.
3. Trofej Lonjero u Trstu 1986, 1987, 1989, 1990, 1992. godine
4. Trka oko Grčke 1986.
5. Trka oko Poljske 1987. sa odličnim prosekom od 52 km/h
6. Esen 1989.
7. Giro di Calabria, Italy 1989.
8. Rund of Schenei 1989.
9. Treće mesto na državnom drumskom prvenstvu 1989.
10. Sofija-Varna 1992.
11. Drugo mesto u Trci kroz Srbiju
12. Drugo mesto na državnom brdskom prvenstvu
13. Trka oko Bugarske 1996.
14. Prolećni Giro d'Italia 1996.
15. Trka Liberacione u Rimu 1996.
16. Trofej Sopracoko, Lađo di Garda 1996.
17. Oslobođenje Beograda 1998. gde je osvojio 2 puta 3. mesto
18. MTB Evropsko prvenstvo, Vabžih u Poljskoj 2004.
19. MTB Svetsko prvenstvo u Livinju 2005.
20. MTB Evropsko prvenstvo, Alpago, Italija 2006.
21. Svetski MTB kup u Nemačkoj u Ofenburgu 2007.
22. Tri Sunshine kupa 2007.
23. MTB Balkansko prvenstvo 2001-2007.

Postigao je dobre rezultate i na Trci oko Makedonije, Sekszard u Mađarskoj, Putevima Pomoravlja, Trci kroz Vojvodinu, odvezao 4 puta Beograd-Budimpešta-Bratislava trku, 4 puta trku oko Vitoša i više od 10 Fruškogorskih maratona.
Takođe je, kao masters, 2014. i 2015. godine učestvovao na Svetskim prvenstvima u ciklokrosu u Švajcarskoj.